# اتفاقية كراتشي (آزاد كشمير)
اتفاق كراتشي هو اتفاق في 28 أبريل 1949 بين حكومة باكستان وحكومة آزاد كشمير التي تحكم العلاقات بين باكستان وآزاد كشمير. حددت تقسيم السلطات بين الحكومتين وكذلك مؤتمر جميع مسلمي جامو وكشمير. من خلال الاتفاقية، تنازلت آزاد كشمير للحكومة الباكستانية عن السيطرة الكاملة على غلغت-بلتستان (التي كانت تسمى آنذاك «المناطق الشمالية»)، والسيطرة على مواضيع الدفاع والشؤون الخارجية والاتصالات في منطقتها.

## التنفيذ
تم التوقيع على اتفاقية كراتشي في 28 أبريل 1949 من قبل:
1. مشتاق أحمد كرماني، الوزير بلا حقيبة الباكستاني، المسؤول عن وزارة شؤون كشمير
2. سردار محمد إبراهيم خان رئيس آزاد كشمير
3. شودري غلام عباس، رئيس مؤتمر جميع مسلمي جامو وكشمير

يبدو أنه تم الاحتفاظ بالاتفاقية كوثيقة سرية حتى التسعينيات. ولم ترد في تقارير الصحف لعام 1949 ولا في مذكرات سردار إبراهيم أو أي مصادر أخرى. تم الكشف عنها لأول مرة في الحكم على جيلجيت وبلتستان (المنطقة الشمالية) من قبل المحكمة العليا في آزاد كشمير في التسعينيات، والتي تنص على أن الاتفاقية «يبدو أنها نُفّذت في 28 أبريل/نيسان 1949». في وقت لاحق، تم نشرها باعتبارها الملحق السابع عشر من دستور آزاد جامو وكشمير من قبل القاضي سيد منصور حسين جيلاني في عام 2008.  

## الاتفاق
وفقًا لكريستوفر سنيدن، كانت الاتفاقية في صالح باكستان إلى حد كبير وحرمت آزاد كشمير من سلطات ومسؤوليات كبيرة. 
غطى الجزء الأول من الاتفاقية هيكل وتشغيل «الإدارة المدنية لمنطقة آزاد كشمير»، التي وضعت اللوائح الخاصة بحكومة آزاد كشمير. وتناول الجزء الثاني الترتيبات المالية التي ستقدم باكستان بموجبها الأموال. كان الجزء الثالث بعنوان «تقسيم المهام بين حكومة باكستان وحكومة آزاد كشمير والمؤتمر الإسلامي». 
في تقسيم السلطات، خصصت الحكومة الباكستانية لنفسها ثمانية أمور مهمة بما في ذلك الدفاع، والمفاوضات مع لجنة الأمم المتحدة للهند وباكستان، والسياسة الخارجية، والدعاية في الدول الأجنبية، وتنسيق إغاثة اللاجئين وإعادة تأهيلهم، وتنسيق جميع الترتيبات الخاصة بالاستفتاء العام، وجميع الأنشطة داخل باكستان فيما يتعلق بكشمير، وأخيراً، جميع شؤون «منطقتي جلجيت ولداخ» (التي كانت آنذاك تحت سيطرة الوكيل السياسي في جيلجيت). العنصر الأخير يعني أن آزاد كشمير «فقدت» جيلجيت وبالتستان بشكل دائم. وقد أدى ذلك إلى دفع ادعاء آزاد كشمير بأنها حكومة بديلة للولاية الأميرية السابقة لجامو وكشمير وتحويلها إلى «سلطة محلية» تقتصر على منطقة صغيرة من الولاية. حصلت باكستان على السيطرة الكاملة على الدفاع عن كشمير الخاضعة لسيطرة باكستان، بما في ذلك «جيش آزاد». كما تولت المسؤولية الكاملة عن العلاقات مع الحكومة الهندية والجزء الذي تسيطر عليه الهند من جامو وكشمير. لم يعد لحكومة آزاد كشمير أي دور دولي. 
تم تخصيص أربع أدوار فقط لحكومة آزاد كشمير، ثلاثة منها أعطتها مسؤولية السياسة والإدارة في آزاد كشمير وتنمية مواردها الاقتصادية. وكان الدور الرابع هو تقديم المشورة للوزير بلا حقيبة والمسؤول عن وزارة شؤون كشمير في مفاوضاته مع لجنة الأمم المتحدة. 
وخُصص للمؤتمر الإسلامي ثمانية أدوار، ستة منها مسؤولية تنظيم الأنشطة السياسية داخل آزاد كشمير و«المناطق التي تحتلها الهند من الولاية» وبين لاجئي كشمير في باكستان. وشملت هذه الأنشطة من أجل الاستفتاء. الدور السابع كان إعطاء «توجيهات عامة» لحكومة آزاد كشمير. وكانت الوظيفة الأخيرة، المماثلة لوظيفة حكومة آزاد كشمير، هي تقديم المشورة للوزير بلا حقيبة والمسؤول عن وزارة شؤون كشمير. 

## التحليلات
يقول كريستوفر سنيدن إن حكومة آزاد كشمير والمؤتمر الإسلامي قبلوا الاتفاقية لأنهم أرادوا انضمام آزاد كشمير إلى باكستان، وهو ما توقعوه قريبًا مع الاستفتاء الموعود. في رأيه، كانت هذه العلاقة شبيهة بعلاقة باكستان مع أقاليمها الأخرى. 
ومع ذلك، تقول نافنيتا بيهيرا أنه نتيجة للاتفاق، اكتسب الوزير المشترك لوزارة شؤون كشمير «أفضل ادعاء بأنه الرئيس الحقيقي لحكومة آزاد كشمير». 
فيما يتعلق بفقدان غلغت-بلتستان، يقبل سنيدن حجة سردار إبراهيم بأن الروابط المادية لأزاد كشمير مع غلغت-بلتستان كانت ضعيفة. كان من المتوقع أن تتمكن باكستان من إدارتها بسهولة أكبر عبر بيشاور أو روالبندي.  ومع ذلك، في السنوات التالية، حاولت آزاد كشمير إعادة تأكيد سيطرتها على الإقليم بوسائل مختلفة. في عام 1972، أصدر المجلس التشريعي لآزاد كشمير قرارًا يقضي باستعادة غلغت-بلتستان. ينص دستور آزاد كشمير المؤقت الذي تمت صياغته في عام 1974 على أن غلغت-بلتستان جزء من آزاد كشمير. في عام 1992، قبلت المحكمة العليا في آزاد كشمير التماسًا وأمرت لاحقًا حكومة آزاد كشمير بالسيطرة على غلغت-بلتستان. ومع ذلك، تم الطعن في الأمر في المحكمة العليا في آزاد كشمير، التي ألغت الحكم على الرغم من أنها أكدت أن غلغت-بلتستان كانت جزءًا من جامو وكشمير.  ويقال إن سكان غلغت-بلتستان غاضبون من اتفاقية كراتشي لأنه لم يكن هناك ممثل لهم في إبرام الاتفاقية على الرغم من أنها قررت مصير غلغت-بلتستان.